# Лазаренко, Виталий Ефимович

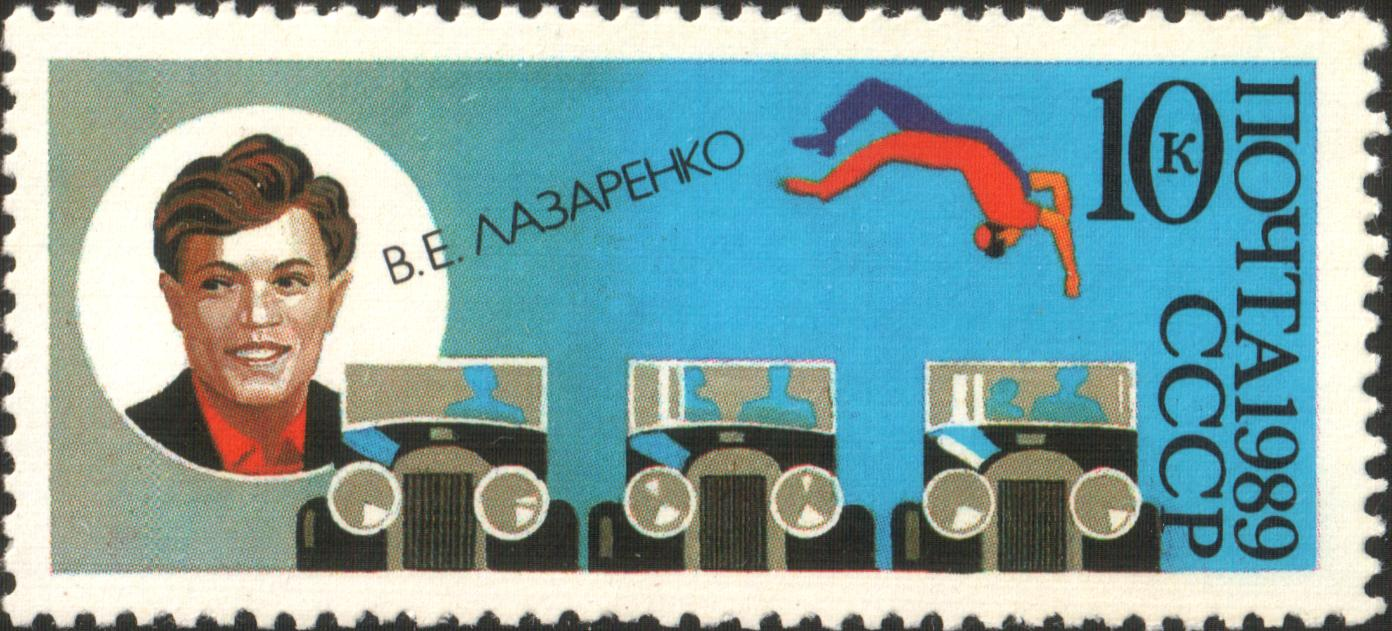
Почтовая марка СССР, 1989 год

Вита́лий Ефи́мович Лазаренко (1890—1939) — русский артист цирка, клоун-сатирик
, акробат-прыгун. 
Заслуженный артист РСФСР (1933).
Выступая как клоун, создал маску философствующего босяка, иронически относящегося к буржуазной жизни. Выступал в двухцветном костюме, почти без грима. Называл себя «Шут его величества народа».

## Биография
Родился 9 мая 1890 года в городе Александровск-Грушевский Российской империи (ныне город Шахты). Сын шахтёра.
- 1898 — поступил в обучение в шапито М. И. Котликова, где освоил ряд цирковых жанров, но особенно удачно исполнял акробатические прыжки через препятствия.
- 1906 — поступает в цирк Первиля, встретил там А. Л. Дурова и под его влиянием стал клоуном, исполняющим сатирические шутки.
- 1911 — дебют в Московском цирке Никитиных.
- 1914 — ставит мировой рекорд, сделав сальто-мортале через трёх слонов.
- С 1918 года выступает со своим сыном Виталием.
- С 1919 — работает в государственных цирках.
- В 1919 году совместно с художником Б. Р. Эрдманом разработал новую клоунскую маску, соединяющую яркость, буффонность и реалистическую характерность.
- 1919−1921 — возглавляет фронтовые артистические бригады. Обслуживал части 9-й армии Южного фронта (1918). Читая сатирические куплеты красноармейцам, разгонялся и делал сальто-бланш через санитарные повозки и солдатские кухни.
- 1920 — исполнял «Азбуку» Маяковского и антре «Чемпионат всемирной классовой борьбы», написанное Маяковским специально для него.
- 1921 — спектакль «Мистерия-буфф» (Театр им. Мейерхольда).
- 1927 — спектакль «десять пламенных лет» (цирковое обозрение, Ленинградский цирк).
- 1929 — спектакль «Бродячий итальянский цирк братьев Котликовых» (Московский цирк).
- 1929 — пантомима «Махновщина» (Московский цирк), где исполняет роль Махно.
- В 1938 — выступает перед бойцами Дальневосточной армии.

В 1939 году В. Е. Лазаренко смертельно заболел. Орден Трудового Красного Знамени ему вручали в Боткинской больнице.

Могила на Новодевичьем кладбище

Похоронен на Новодевичьем кладбище (3 уч.).

## Награды
- орден Трудового Красного Знамени (23.02.1939)
- заслуженный артист РСФСР (1933)

## Фильмография
- 1935 «Интриган» (реж. Уринов, Яков Исаакович)
- 1924 «Морозко» (короткометражный, реж.Ю.Желябужский)
- 1920 «Две души» (реж.Ю.Желябужский)
- 1919 «Новое платье короля» (реж. Ю.Желябужский)
- 1919 «Чертово гнездо» (реж.Александр Чаргонин)
- «Я хочу быть футуристом»
- «Любовь и касторка»
- «Ночь и луна…»
- «Он и Она»